# John See

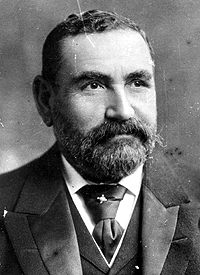
Sir John See

Sir John See, KCMG (* 14. November 1844 oder 1845 in Yelling, Huntingdonshire; † 31. Januar 1907 in Randwick, New South Wales) war ein australischer Politiker der Progressive Party, der von 1880 bis zu seinem Tode 1907 Mitglied im Parlament von New South Wales sowie von 1901 bis 1904 Premier von New South Wales war.

## Leben

### Unternehmerische Tätigkeiten, Bürgermeister und Mitglied des Parlaments

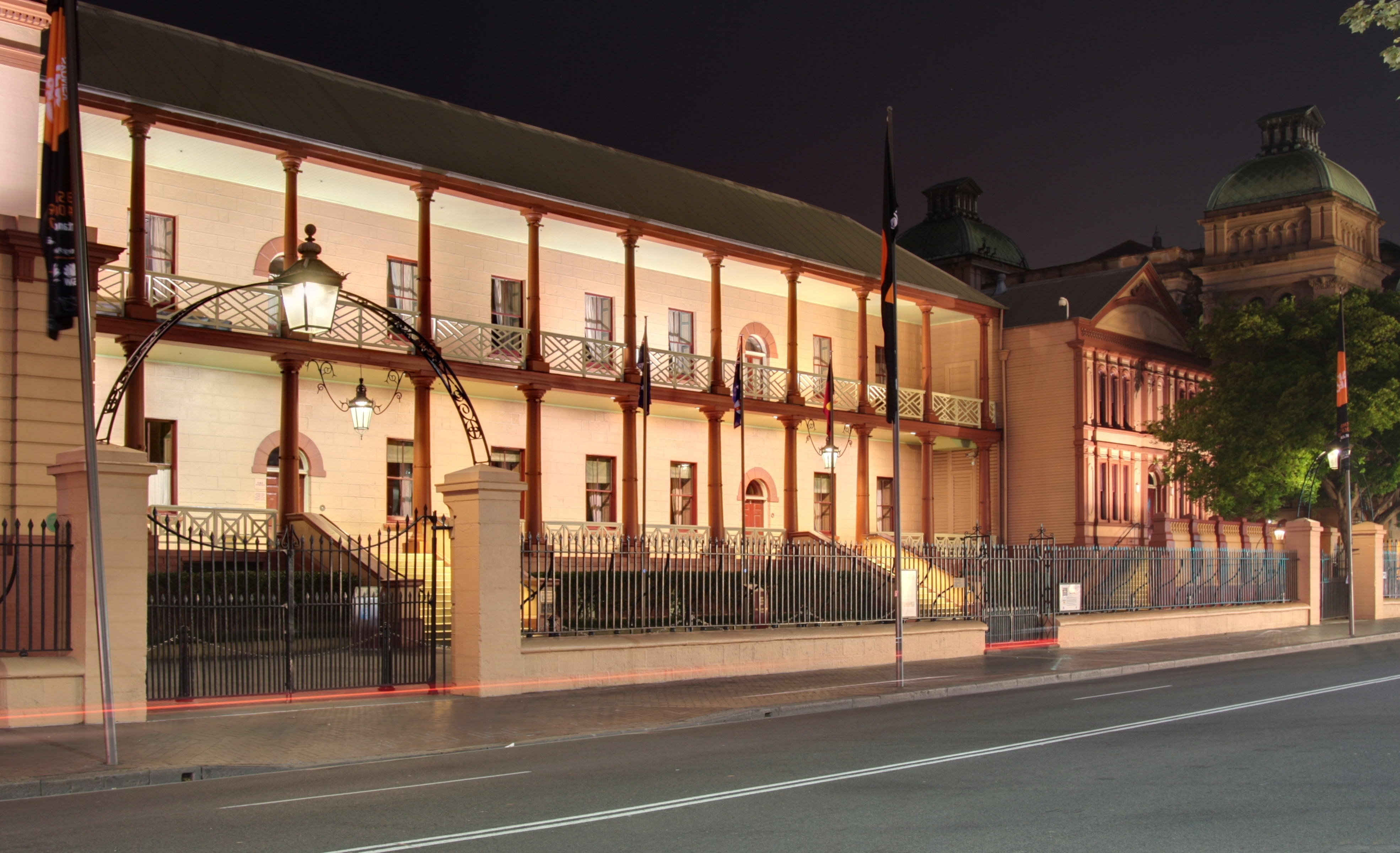
Das Parliament House in Sydney.

John See, Sohn des Farmers Joseph See und dessen Ehefrau Mary Ann Bailey, wanderte mit seinen Eltern 1853 von England nach Australien ein und ließen sich dort in Hinton am Hunter River nieder. Er besuchte dort die Schule und arbeitete auf der Farm seiner Eltern. Er übernahm 1861 mit seinen Brüdern Land in Southgate am Clarence River und zog 1865 nach Sydney, wo er einen Warenhandel gründete, der 1884 den Namen John See & Company erhielt.
In den 1890er Jahren weitete John See seine unternehmerischen Tätigkeiten weiter aus und war erst Direktor sowie von 1896 bis zu seinem Tode 1907 Vorstandsvorsitzender der Versicherungsgesellschaft Citizens’ Life Assurance Company sowie zudem von 1900 bis 1903 Direktor des bereits 1816 fertiggestellten Sydney Hospital, in dessen Nordflügel sich das Parlament im Parliament House befindet. Darüber hinaus war er Direktor der Versicherungsgesellschaften der London and Lancashire Fire Insurance Company, der North Old Insurance Company und der Ocean Accident and Guarantee Corporation. Er fungierte außerdem als Direktor der W. H. Seele Pattinson & Co., der Gloucester Estate Company sowie Treuhänder der Savings Bank of New South Wales. Er war zudem Anteilseigner an der 1879 gegründeten Daily Telegraph Newspaper Company.
1878 wurde John See als Justice of the Peace zum Friedensrichter ernannt. Er gehörte von 1870 bis 1890 zwanzig Jahre lang der Stadtverwaltung von Randwick als Alderman an und war von 1880 bis 1881 erstmals sowie 1886 erneut Bürgermeister von Randwick. Am 26. November 1880 wurde er erstmals Mitglied im Parlament von New South Wales und vertrat bis zum 15. Juni 1904 als Mitglied der Legislativversammlung (New South Wales Legislative Assembly) über 23 Jahre lang den Wahlkreis Grafton. Des Weiteren war er Kommissar für die Internationalen Ausstellungen in Amsterdam (1883), Kalkutta (1884), London (1886), Melbourne (1888) und Chicago, der World’s Columbian Exposition 1893.

### Minister und Premier von New South Wales

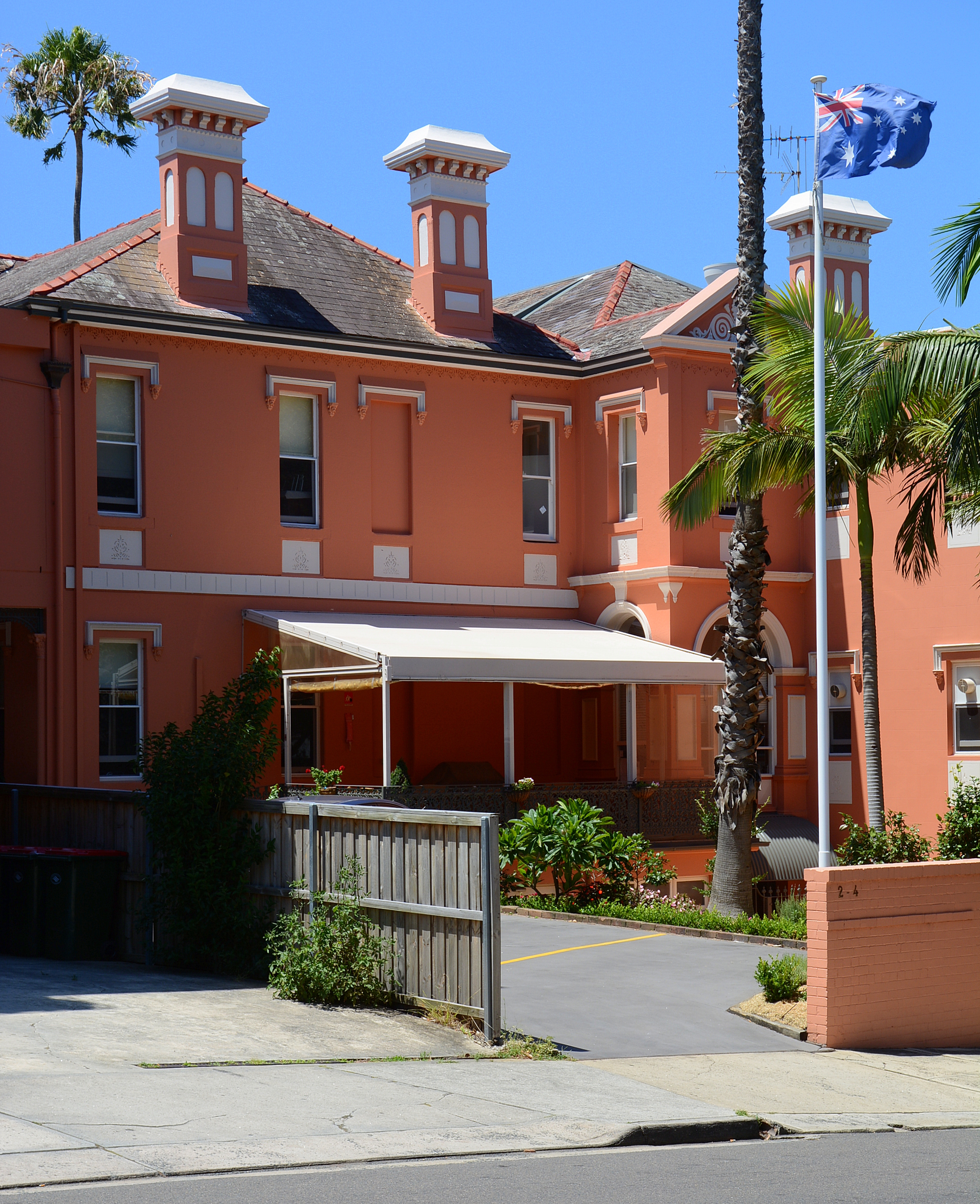
„Milford House“, das italienische Herrenhaus von See in Randwick, einem Vorort von Sydney.

Am 7. Oktober 1885 übernahm er erstmals ein Regierungsamt und bekleidete bis zum 21. Dezember 1885 im ersten Kabinett von Premier George Dibbs von der Protectionist Party das Amt als Postminister (Postmaster General). 1887 wurde er Gründer und Direktor des Zeitungsverlages Australia Star Newspaper Company und engagierte sich von 1890 bis zu seinem Tode 1907 als Präsident der Königlichen Landwirtschaftsgesellschaft, der Royal Agricultural Society. Des Weiteren war er Partner bei Nipper & See, einer Küstenreederei, die 1891 mit zwei anderen Linien zur Dampfschifffahrtsgesellschaft North Coast Steam Navigation Company fusionierte, deren Geschäftsführer er wurde. Im dritten Kabinett von Premier George Dibbs übernahm er vom 23. Oktober 1891 bis zum 2. August 1894 das Amt als Schatzminister (Colonial Treasurer) und bekleidete später vom 14. September 1899 bis am 27. März 1901 im Kabinett von Premier William Lyne das Amt des Kolonialsekretärs (Colonial Secretary).
Anschließend wurde John See, der Vorsitzender der neu gegründeten Progressive Party war, am 28. März 1901 als Nachfolger von William Lyne schließlich selbst Premier von New South Wales und verblieb bis zum 14. Juni 1904 mehr als drei Jahre in diesem Amt, woraufhin Thomas Waddell ihn ablöste. In seinem Kabinett übernahm er vom 28. März 1901 bis zum 14. Juni 1904 weiterhin das Amt als Kolonialsekretär. Für seine langjährigen Verdienste wurde er am 26. Juni 1902 zum Knight Commander des Order of St Michael and St George (KCMG) geschlagen, so dass er fortan den Namenszusatz „Sir“ führte.
Nach seinem Ausscheiden aus Legislativversammlung und Regierung war See vom 24. August 1904 bis zu seinem Tode am 31. Januar 1907 Mitglied des New South Wales Legislative Council, der ersten Kammer des Parlaments. Aus seiner im Februar 1875 geschlossenen Ehe mit Charlotte Mary Matthews gingen zehn Kinder hervor, von denen drei Söhne und vier Töchter ihn überlebten.

## Hintergrundliteratur
- G. G. O’Brien: John See. Colonial Treasurer and some developments affecting the Treasury of New South Wales 1891–1894, MA Thesis, Universität Sydney, 1973
- David Clune, Ken Turner (Hrsg.): The Premiers of New South Wales. Volume 1: 1856–1901, The Federation Press, Sydney 2006